# William H. Johnson
William Henry Johnson est un peintre afro-américain, né à Florence, en Caroline du Sud, le 18 mars 1901 et mort à Central Islip (État de New York) le 1er janvier 1970. The American Heritage le considère comme l'un des grands peintres américains du XXe siècle.

## Biographie

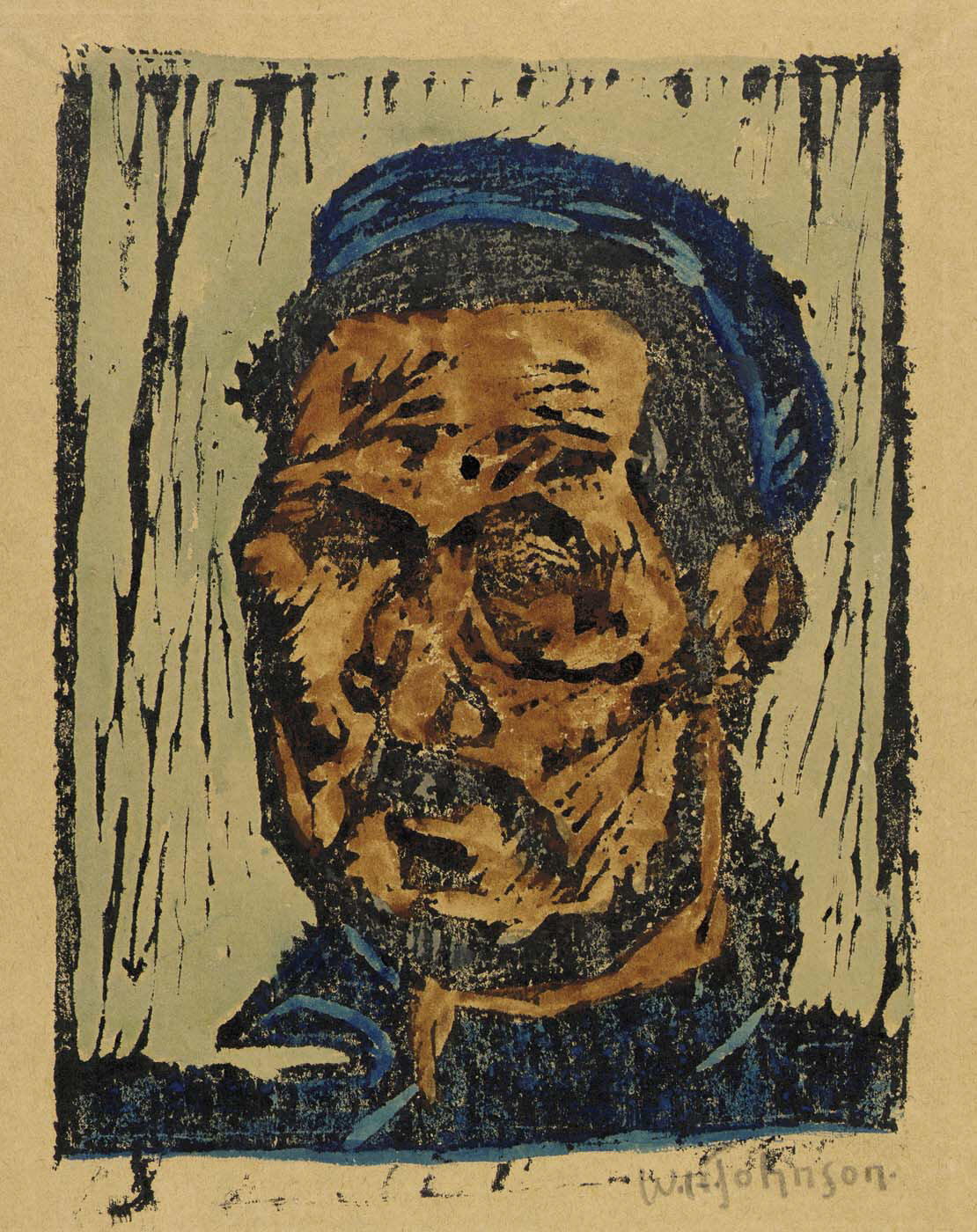
Autoportrait gravé, c. 1930-35

Issu d'un mariage mixte, William Henry Johnson naît à Florence en Caroline du Sud, d'une mère noire avec des origines amérindiennes et d'un père blanc.
À l'âge de 17 ans, il part s'installer à New York où il exerce de nombreux petits métiers afin de pouvoir se payer des études d'art. Il parvient à entrer à la National Academy of Design où, entre 1921 et 1926, il étudie différentes techniques sous la direction de Charles Webster Hawthorne qui parvient à lui obtenir une bourse de fin d'études en France.
De 1926 à 1929, il s’établit d'abord à Paris, se passionnant pour le mouvement expressionniste, en particulier pour Chaïm Soutine, dont il reconnaît l'influence sur ses premières œuvres. Durant un long séjour à Cagnes-sur-Mer, il rencontre l'artiste danoise Holcha Krake (1885-1944), de quinze ans son aînée, et avec qui il se marie.
Entre 1930 et 1938, il commence à voyager en Europe puis en Tunisie (1932) d'où il rapporte de nombreux tableaux ; Holcha, elle, s'inspire des techniques locales de tissage et de céramique. Le couple s'installe ensuite au Danemark, puis aux îles Lofoten et enfin sur l'île de Fionie. Ils organisent des expositions et tentent de vivre de leur art, Holcha se spécialisant dans le design textile et céramique.
Fin 1938, le couple part s'installer à New York et connaît des difficultés financières. William parvient à intégrer le Federal Art Project, enseigne à Harlem et produit beaucoup : son art évolue vers des formes plus simples, contrastées, très imprégnées par la vie urbaine des quartiers qui l'entourent. Il se qualifie lui-même de primitif artist.
En 1944, son épouse, atteinte d'un cancer, meurt. William décide alors de retourner au Danemark vivre avec sa belle-famille. Malade à son tour, rattrapé par les symptômes d'une syphilis dégénérescente (contractée sans doute dans sa jeunesse), il doit être interné, d'abord en Norvège, puis est rapatrié aux États-Unis avec tous ses tableaux. Sa lucidité étant atteinte, il est interné en 1947 dans une institution publique à Central Islip (Long Island) spécialisée dans les traitements neuropsychiatriques. Il meurt à une date inconnue, en 1970, après 23 années d'internement.
Le legs de ses œuvres avait été entre-temps effectué auprès de la Harmon Foundation qui organisa en 1967 le transfert de tous ses travaux à la Smithsonian Institution grâce aux efforts de la conservatrice Adelyn Dohme Breeskin. La première rétrospective de William Johnson eut lieu en 1971 et son impact sur la communauté noire, mais pas seulement, est alors sensible, rendant à l'artiste sa place au sein de l'histoire moderne de la peinture américaine.
En 2012, la Poste américaine émet un timbre en l'honneur de William H. Johnson, le 11e de la série « American Treasures » qui rassemble les grandes figures artistiques américaines du XXe siècle.

## Rétrospectives
- Angers, École des Beaux-Arts, 1973 (première exposition posthume en France)
- Washington, National Museum of American Art, Smithsonian Institution : Homecoming: the art and life of William H. Johnson, du 13 septembre 1991 au 1er mars 1992, présentée par Richard J. Powell et Martin Puryear